# Krigsåret 1833

## Pågående krig
- Belgiska upproret (1830-1833)

- Kaukasiska kriget (1817-1864)
  - Imanatet Kaukasus på ena sidan
  - Ryssland på andra sidan

- Portugisiska inbördeskriget (1828-1834)[1]
  - Liberaler och Spanien (byter sida under året) på ena sidan
  - Miguelister på andra sidan

### Fotnoter
1. ↑  ”WHKMLA”. http://www.zum.de/whkmla/military/19cen/portcivwar18311834.html. Läst 30 juni 2011.